# Erla (Gemeinde St. Pantaleon-Erla)
Erla ist der Name eines historischen Ortes im äußersten Westen von Niederösterreich. Es ist heute Teil der Gemeinde St. Pantaleon-Erla.

## Geographie
Erla liegt in rund 240 m Höhe am Übergang des Hügellandes der Nibelungenstraße (hier Wiener Straße B 1) zu den Auen der Donau am gleichnamigen Fluss Erla. Der Ort hat heute etwa 1000 Einwohner, mit Klein Erla etwas mehr. Im Umkreis von zwei Kilometern liegt ein Aussichtspunkt von der Nibelungenstraße über weite Strecken des Donautals sowie der Nachbarort St. Pantaleon und der Flugplatz der Städte Sankt Valentin und Enns. Zur Ortschaft zählen weiters Anger, Breitfeld, Dorf, Engelberg, Haslach, Klein-Erla, Lach, Öttl, Straß, Weinberg, Weingarten und mehrere unbenannte Lagen.

## Geschichte
Die Edelfreien von Erla sind ab dem 11. Jahrhundert nachweisbar. Das Benediktinerinnenkloster Erla wurde wohl bereits um 1050 gegründet. Im Jahre 1583 wurde es durch Papst Gregor XIII. aufgehoben; die Klostergebäude sowie der dazugehörige Gutsbesitz wurden von Kaiser Rudolf II. dem Königinkloster in Wien zugeteilt, das bis zum Jahresbeginn 1782 bestand. 
Nach der Aufhebung des Klarissenklosters wurde die Klosterkirche zur Pfarrkirche erhoben und das Gut in Erla 50 Jahre lang durch die Staatsgüteradministration für den Religionsfonds verwaltet. Im Jahre 1832 erwarb Freiherr Heinrich von Pereira-Arnstein das Gebäude mit den dazugehörigen Besitzungen für seine Familie. Hermann von Goldschmidt erwarb im Jahre 1907 das ehemalige Klostergebäude, das um diese Zeit schon längst zu einem Schloss umgestaltet war. Er wurde damit auch Besitzer der Donauauen, mehrerer zum Schloss gehöriger Häuser und landwirtschaftlicher Nutzflächen.
Laut Adressbuch von Österreich waren im Jahr 1938 in der Ortsgemeinde Erla ein Bäcker, ein Binder, ein Fleischer, drei Gastwirte, drei Gemischtwarenhändler, eine Weidegenossenschaft, eine Hebamme, ein Korbflechter, ein Maurermeister, zwei Müller, ein Sattler, zwei Schmiede, ein Schneider und eine Schneiderin, drei Schuster, eine Viehhändler, ein Wasenmeister und einige Landwirte ansässig. Am 1. Jänner 1971 vereinigten sich die beiden 1850 entstandenen politischen Gemeinden St. Pantaleon und Erla freiwillig zur Gemeinde „St. Pantaleon-Erla“.
Nordwestlich von Erla mündet der Ennskanal in die Donau. Dort gab es seit September 2003 bis zum Abriss 2017 die längste Rundholzbrücke Mitteleuropas. Sie überspannte den Kanal mit 88 Metern auf vier Brückenpfeilern und wurde von der Firma Timber Force und dem Bundesheer gebaut. Diese neue Art des Brückenbaus mit Rundholz ist für Technik und Umweltschutz einmalig.

## Öffentliche Einrichtungen
In Erla befindet sich ein NÖ Landeskindergarten, eine Freiwillige Feuerwehr und ein Musikverein.

## Kultur und Sehenswürdigkeiten
- Katholische Pfarrkirche Erla Hll. Peter und Paul: Das in Erla um 1045 oder 1130 vom Adeligen Otto von Machland gestiftete und mit Schenkungen ausgestattete Benediktinerinnenstift „Erlakloster“ war das älteste in Niederösterreich. Erste Äbtissin war Gisela, die Schwester des Stifters. Es wurde 1583 mit dem Wiener Klarissenkloster vereinigt und 1782 unter Josef II. aufgehoben. Die ehemalige Stifts- und jetzige Pfarrkirche ist eine 3-schiffige spätgotische Pseudobasilika. Der Chor (1438–48) hat ein Sternrippengewölbe und viele historische Grabdenkmäler.
- Schloss Erla: Das ehemalige Stift mit vier, einen Kreuzgang umschließenden Flügeln ist jetzt ein Schloss mit Kindergarten.[9]
- Musikhaus Erla: Der markante moderne Neubau mit Gemeindestube wurde 2012 am Dorfplatz eröffnet.[10][11]

## Persönlichkeiten
- Wolfger von Erla (1140–1218), geboren in Erla, im Jahre 1191 zum Passauer Bischof berufen. Einflussreicher Mann, wirkte u. a. an der Konfliktlösung mit Richard I. Löwenherz mit, Förderer vom Minnesänger Walther von der Vogelweide
- Elisabeth von Eitzing (1397–1466), Äbtissin des Klosters in Erla
- Joseph Redlhamer (1713–1761), Jesuit, römisch-katholischer Theologe, Philosoph und Hochschullehrer, geboren in Erlakloster
- Johann Auinger (1866–1943), Landwirt, Bürgermeister und Abgeordneter zum Nationalrat
- Josef Leeb (1921–2005), geboren in Erla, österreichischer Kapellmeister, Gründer des Niederösterreichischen Blasmusikverbandes (NÖBV) und des Österreichischen Blasmusikverbandes (ÖBV). 1. Präsident des ÖBV.
- Thaddäus Steinmayr (1921–2017), geboren in Erla, österreichischer Politiker, Landtagsabgeordneter. 1982 wird St. Ulrich bei Steyr auf seine Initiative zur 1. Friedensgemeinde der Welt.[12]
- Elfriede Geiblinger (* 1952), Journalistin und Moderatorin beim ORF

## Wolfger von Erla
Die bekannteste Persönlichkeit der Region ist Wolfger von Erla (1140–1218), der als Bischof auch Wolfger von Passau genannt wurde.
Wolfger lebte in Erla bis zum Tod seiner Frau, wurde dann Priester und von Zell am See aus im Jahre 1191 zum Passauer Bischof berufen. Er war ein einflussreicher, rechtskundiger Mann im Spannungsfeld der staufischen Könige und dem jungen österreichischen Herzogtum.
Als Richard I. Löwenherz – vom Kreuzzug zurückkehrend – an der Donau als Geisel gefangen wurde, wirkte Wolfger 1195 an der Konfliktlösung mit. Nachdem er 1197/98 am Kreuzzug teilgenommen hatte, holte er die päpstliche Zustimmung für den 1190 von Kaufleuten gegründeten Deutschen Orden ein. Die Rechnung eines Pelzmantels, den Wolfger dem Minnesänger Walther von der Vogelweide schenkte, ist das einzige nicht-literarische Zeugnis über den Künstler.
Walther zählte neben anderen bayerischen und österreichischen Minnesängern zum literarischen Kreis des Bischofs. Die historische Umgebung von Erla – die Ostarrichi-Gedenkstätte von 996 ist etwa 20 km entfernt – könnte bei der letzten Fassung des Nibelungenliedes eine Rolle gespielt haben.
Der energische Wolfger von Erla wurde 1204 Patriarch von Aquileia, von wo aus er Istrien und Krain zurückgewann. Das Amt des Reichslegaten in Italien unter Otto IV. legte er nach dem IV. Laterankonzil 1215 zurück.